# 卡德梅讷
卡德梅讷（法語：Cademène，法語發音：[kadmɛn]）是法国杜省的一个市镇，属于贝桑松区。

## 地理
卡德梅讷（47°6'2"N, 6°1'39"E）面积3.39 平方千米，位于法国勃艮第-弗朗什-孔泰大區杜省，该省份为法国东部内陆省份，北起上索恩省，西接汝拉省，东部及东南部与瑞士接壤，东北部与贝尔福地区省接壤。
与卡德梅讷接壤的市镇（或旧市镇、城区）包括：埃珀涅、吕雷、塞-迈西耶尔、阿蒙当、克莱龙。

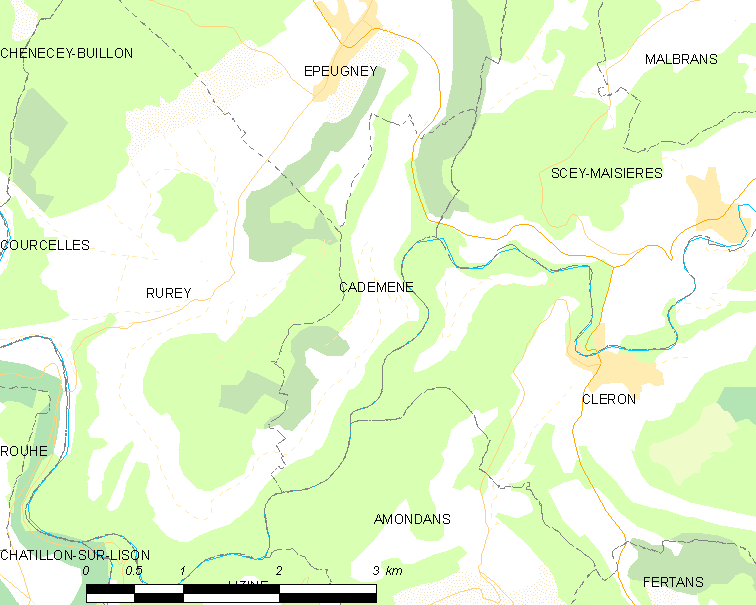
卡德梅讷的OSM定位图

卡德梅讷的时区为UTC+01:00、UTC+02:00（夏令时）。

## 行政
卡德梅讷的邮政编码为25290，INSEE市镇编码为25106。

## 政治
卡德梅讷所属的省级选区为奥尔南县。

## 人口

1962-2008年间卡德梅讷人口变化图示

卡德梅讷于2022年1月1日时的人口数量为66人。